# Belize (città)
Belize (in inglese: Belize City, in spagnolo Ciudad de Belice) è la maggiore città dell'omonimo Stato. Inoltre, è il capoluogo del Distretto di Belize.
Secondo il censimento del 2000, la città ha una popolazione di 49 040 abitanti, stime non ufficiali danno però una popolazione di 70 000 abitanti, o superiore. Si trova sulla costa orientale del mare Caraibico, alla foce dell'omonimo fiume dal quale ha preso il nome.
La città è il principale porto dello Stato e il suo maggiore centro finanziario e industriale.

## Storia
Capitale per oltre un secolo dell'Honduras britannico, la città fu quasi interamente distrutta dall'uragano Hattie nel 1961. Ciò portò alla decisione di costruire una nuova capitale nell'entroterra del Paese: l'attuale Belmopan fu fondata nel 1970.

## Infrastrutture e trasporti
La città è servita dall'Aeroporto Internazionale Philip S. W. Goldson.

## Luoghi d'interesse
- Cattedrale cattolica del Santissimo Redentore
- Cattedrale anglicana di San Giovanni

## Amministrazione

### Gemellaggi
- Ann Arbor, dal 1967